# Liste der Naturdenkmale in Aßlar
Die Liste der Naturdenkmale in Aßlar nennt die auf dem Gebiet der Stadt Aßlar gelegenen Naturdenkmale. Sie sind nach dem Hessischen Gesetz über Naturschutz und Landschaftspflege (Hessisches Naturschutzgesetz – HAGBNatSchG) § 12 geschützt und bei der unteren Naturschutzbehörde des Lahn-Dill-Kreises (Abteil Umwelt, Natur und Wasser) eingetragen.
| Bild            | Bezeichnung             | Ortsteil, Lage                          | Beschreibung | Art        | Nr. |
| --------------- | ----------------------- | --------------------------------------- | --- | ---------- | --- |
| Fotos hochladen | Pikrit-Steinbruch Aßlar | Aßlar 50° 37′ 57,1″ N, 8° 28′ 2,4″ O    | Pikrit-Steinbruch. Das fast schwarze Gestein, auch als Olivin-Diabas bekannt, wurde vornehmlich zur Herstellung von Grabsteinen gebrochen. Das Gestein verwittert zu Blöcken und war deshalb leicht abbaubar. Der Steinbruch befindet sich im Stadium der Sukzession. Zudem haben sich Feuchtbiotope gebildet. Schutzgrund: Eigenart, landeskundliche Bedeutung | Steinbruch | 196 |
| Fotos hochladen | Dicke Linde Bermoll     | Bermoll 50° 39′ 21,6″ N, 8° 27′ 29,4″ O | Einzelbaum Umfang 7,50 m, 25 m hoch, ca. 500 Jahre alt Einer der ältesten und eindrucksvollsten Bäume im Kreisgebiet. Nach Schäden durch Sturm und Blitzschlag Ende der 1950er Jahre heute innen hohl, jedoch standfest. Ausweisungsgrund: Alter und Schönheit                                                                                                  |            | 8   |